# Douze ans d'esclavage
Douze ans d'esclavage ou Douze ans dans l'esclavage (titre original : Twelve Years a Slave) est l'autobiographie parue en 1853 de Solomon Northup, un Noir né libre à New York, qui a été enlevé et vendu aux esclavagistes. Il fut esclave pendant douze ans en Louisiane avant la Guerre civile américaine. Il fournit des détails sur les marchés d'esclaves de Washington et décrit minutieusement la culture du coton sur une des plus grandes plantations de la Louisiane.
Publié peu après le roman de Harriet Beecher Stowe, La Case de l'oncle Tom (Uncle Tom's Cabin) (1852), le livre de Northup, qui lui dédicacera l'ouvrage, fut considéré comme un best-seller. Les 8 000 premiers exemplaires furent écoulés en quelques mois. Réimprimés plusieurs fois, plus de 30 000 exemplaires avaient été vendus dès 1856. Le livre autobiographique fut édité à plusieurs reprises pendant le XIXe siècle. Partageant les conclusions du récit de Stowe, l'histoire de Northup sur ses douze ans d'esclavage constitua un fait marquant dans le débat politique national sur l'esclavagisme, ce qui mena à la guerre civile aux États-Unis. Le livre eut l'appui de plusieurs journaux importants du Nord, des organisations anti-esclavagistes et des groupes évangéliques. 
Après plusieurs éditions pendant le XIXe siècle, le livre fut oublié pendant presque 100 ans avant d'être redécouvert par deux historiens de Louisiane, Dr Sue Eakin (Louisiana State University à Alexandria) et Dr Joseph Logsdon (Université de La Nouvelle-Orléans). Au début des années 1960, ils ont reconstitué le parcours de Northup et coédité une version dotée d'un appareil critique chez LSU Press en 1968.
Cet ouvrage a notamment été adapté au cinéma par le réalisateur britannique Steve McQueen avec le film Twelve Years a Slave, sorti en 2013 et lauréat de l'Oscar du meilleur film en 2014.

## Résumé

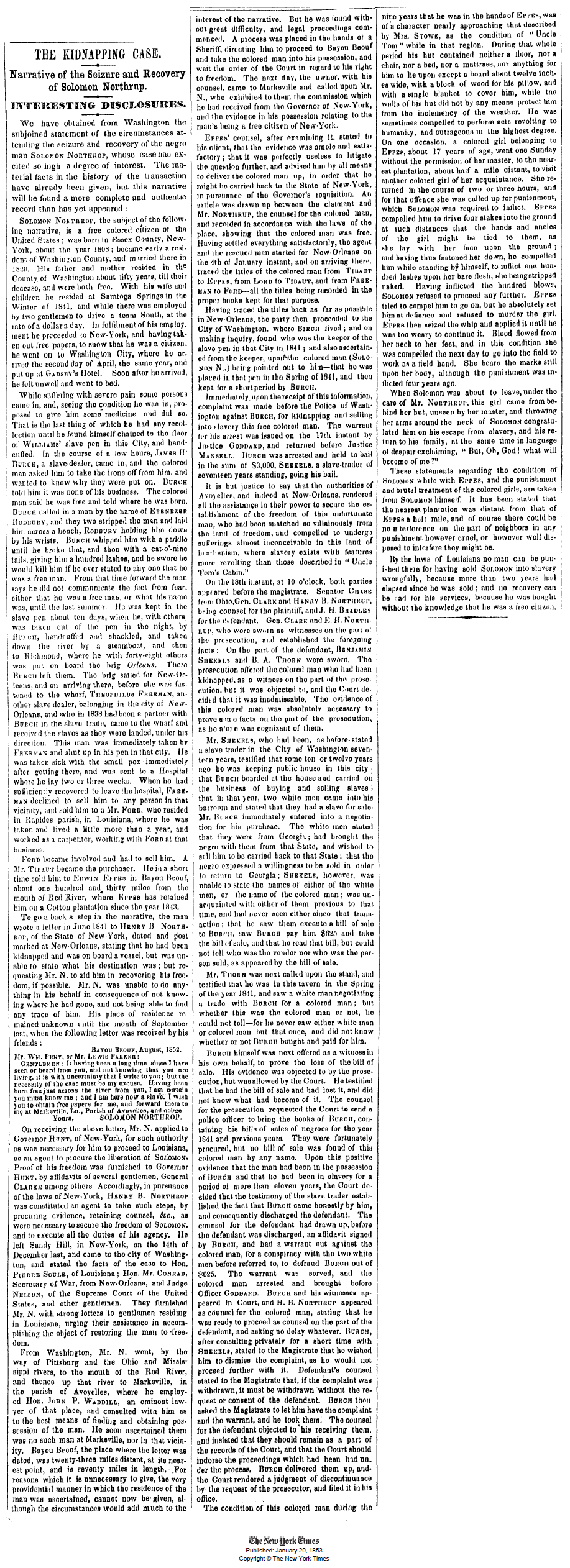
Article du New York Times sur le cas Northup, 20 janvier 1853

À New York, le Noir libre Solomon Northup est un charpentier et violoniste doué. Il est marié et père de trois enfants. À l'âge de 32 ans, il est approché par deux promoteurs du cirque qui lui offrent un travail temporaire bien payé dans leur cirque itinérant. Sans avertir sa femme, qui travaille dans une ville voisine, il accompagne les deux hommes à Washington sans se méfier. Un matin, il se réveille et se retrouve anesthésié, ligoté et dans une cellule d'une prison à esclaves. Quand Northup affirme son statut d'homme libre, il est battu et averti de ne plus jamais mentionner sa vie libre à New York.
Transportés à La Nouvelle-Orléans par bateau, Northup et d'autres esclaves noirs attrapent la variole et certains meurent. Durant le trajet, Northup supplie un marin sympathique d'envoyer une lettre à sa famille. La lettre arrive à destination, mais, étant donné que sa famille ne connaît pas sa destination finale, elle est incapable de le sauver. 

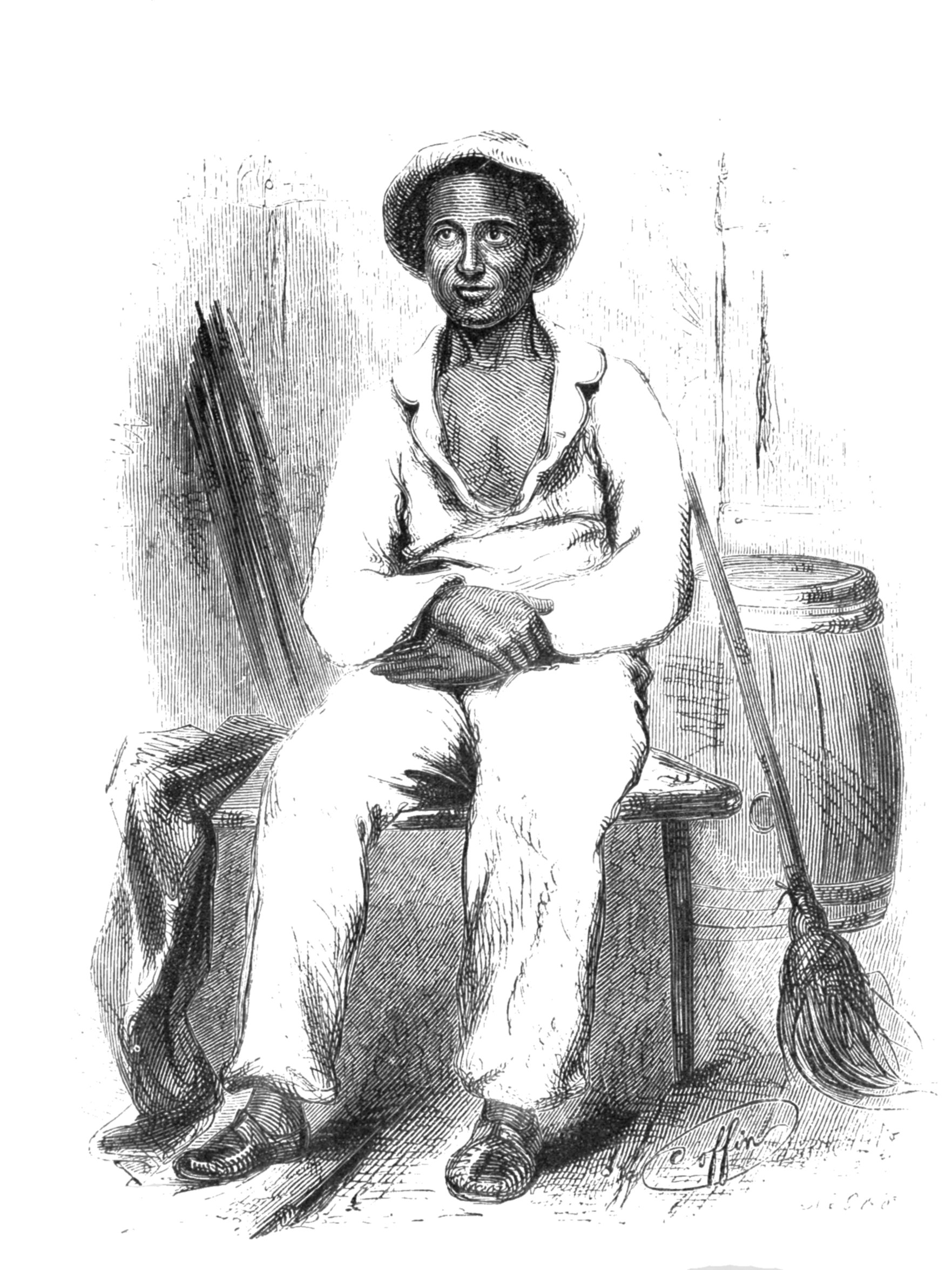
Solomon Northup dans ses vêtements de la plantation, 1853

Le premier maître de Northup est William Ford, un cultivateur de coton sur un bayou de la Rivière Rouge. Il aura plusieurs autres maîtres durant ces douze ans d'esclavage. Parfois, il est relativement bien traité grâce à ses talents de charpentier ou de musicien, mais il subit aussi la cruauté la plus extrême. Deux fois, il est attaqué par John Tibeats, qui devient ensuite son maître, et subit de graves représailles pour s'être défendu. Plus tard, il est vendu à Edwin Epps, un cultivateur notoirement cruel de la paroisse des Avoyelles, qui le charge d'être le contremaître, ce qui l'oblige à surveiller le travail des autres esclaves et à les punir. 
Pendant presque douze ans, il ne révèle jamais sa vraie histoire à un autre esclave ou à un maître. À la fin, il raconte son histoire à Samuel Bass, un charpentier blanc du Canada. Bass envoie une lettre à la femme de Northup, qui s'adresse à Henry Northup, un avocat blanc, dont la famille posséda et ensuite affranchit le père de Solomon Northup. Henry Northup contacte les autorités new-yorkaises et le gouverneur le désigne comme agent pour aller en Louisiane libérer Solomon Northup. Il réussit et Solomon Northup quitte la plantation. Après un procès contre les deux hommes qui l'avaient vendu aux esclavagistes, Northup est réuni avec sa famille à New York.

## Réception et valeur historique

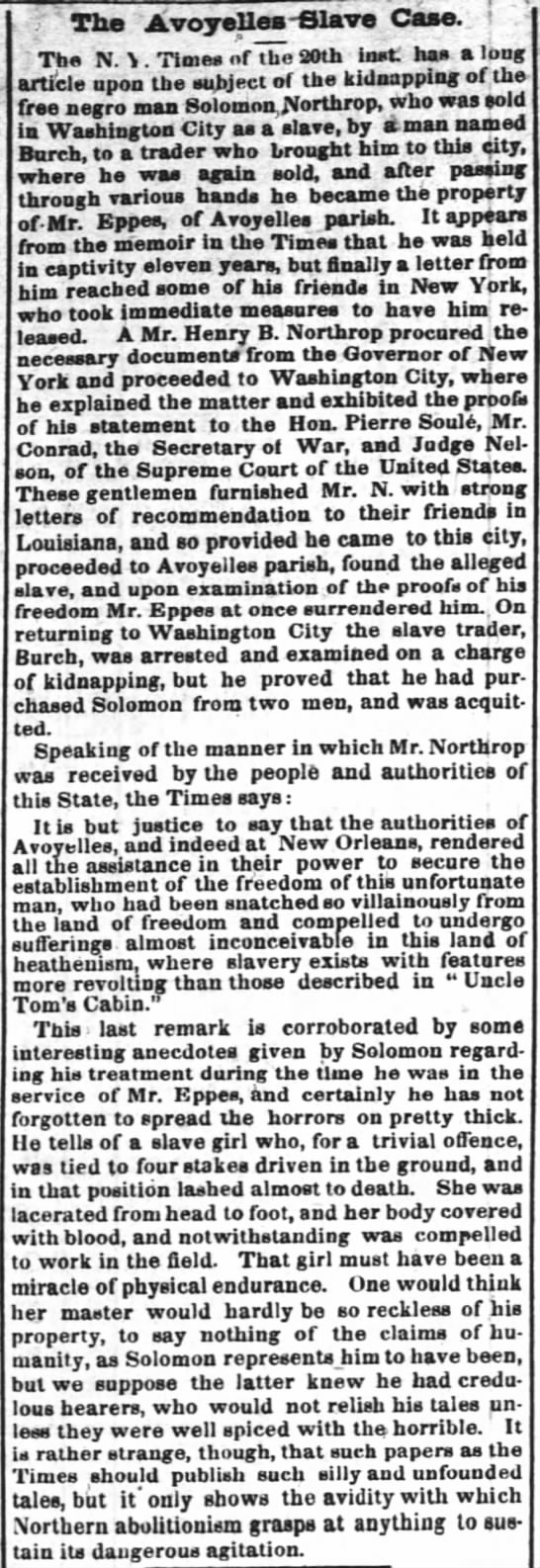
Coupure de journal de la paroisse des Avoyelles, évoquant l'affaire de Solomon Northup, esclave pendant douze ans, 1853 (Cliquer pour plus de détails)

Le récit de Northup décrit la vie quotidienne des esclaves à Bayou Bœuf en Louisiane, leur régime alimentaire et leurs conditions de vie, les rapports entre le maître et l'esclave et la manière dont sont rattrapés des esclaves fugitifs. Certains aspects du récit d'esclave de Northup ressemblent à ceux d'autres auteurs, comme Frederick Douglass, Harriet Ann Jacobs et William Wells Brown, mais c'est le seul récit qui raconte l'histoire d'un homme libre enlevé et vendu aux esclavagistes. 
Son livre devient rapidement un best-seller, 30 000 exemplaires étant vendus dans les années précédant la guerre civile américaine. La presse dont le « New York Times » rapporte son cas.
Après plusieurs éditions au cours du XIXe siècle, le livre n'est plus réédité jusqu'en 1968, lorsque les historiens Joseph Logsdon et Sue Eakin en donnent une nouvelle édition. Eakin l'avait redécouvert durant son enfance en Louisiane, lorsqu'un élève d'une ancienne famille de la région avait apporté en classe un exemplaire de l'édition originale de 1853, conservé dans sa famille depuis plus d'un siècle. 
Cette nouvelle édition paraît aux Presses universitaires de Louisiane ; elle comporte un appareil critique détaillé élaboré par Eakin et Logsdon qui contribue à une nouvelle lecture du récit de Northup révélant son importance historique. Les auteurs retracent le trajet de Northup à travers les plantations du Bayou Bœuf à l'aide des registres de ventes d'esclaves de La Nouvelle-Orléans et de Washington ; ils font également état de leurs recherches sur les origines new-yorkaises de Northup, le certificat d'affranchissement de son père et les documents présentés au procès contre ses ravisseurs.

## Galerie

Illustrations de l'édition de 1853 par Frederick M. Coffin (dessinateur) et Nathaniel Orr (graveur)
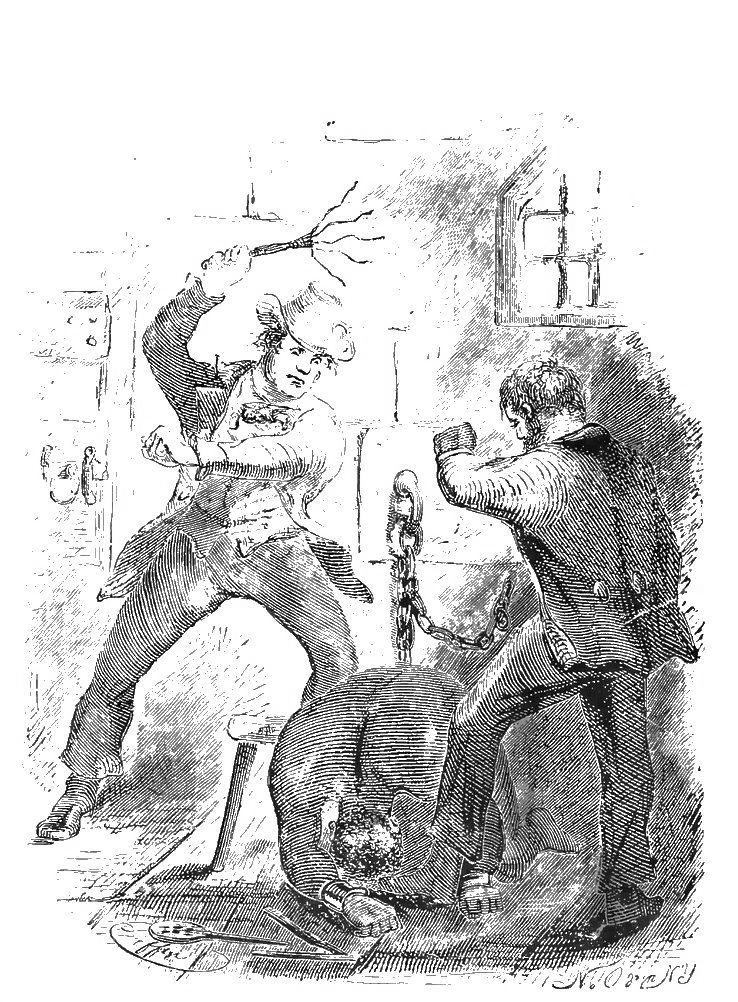
Page 56
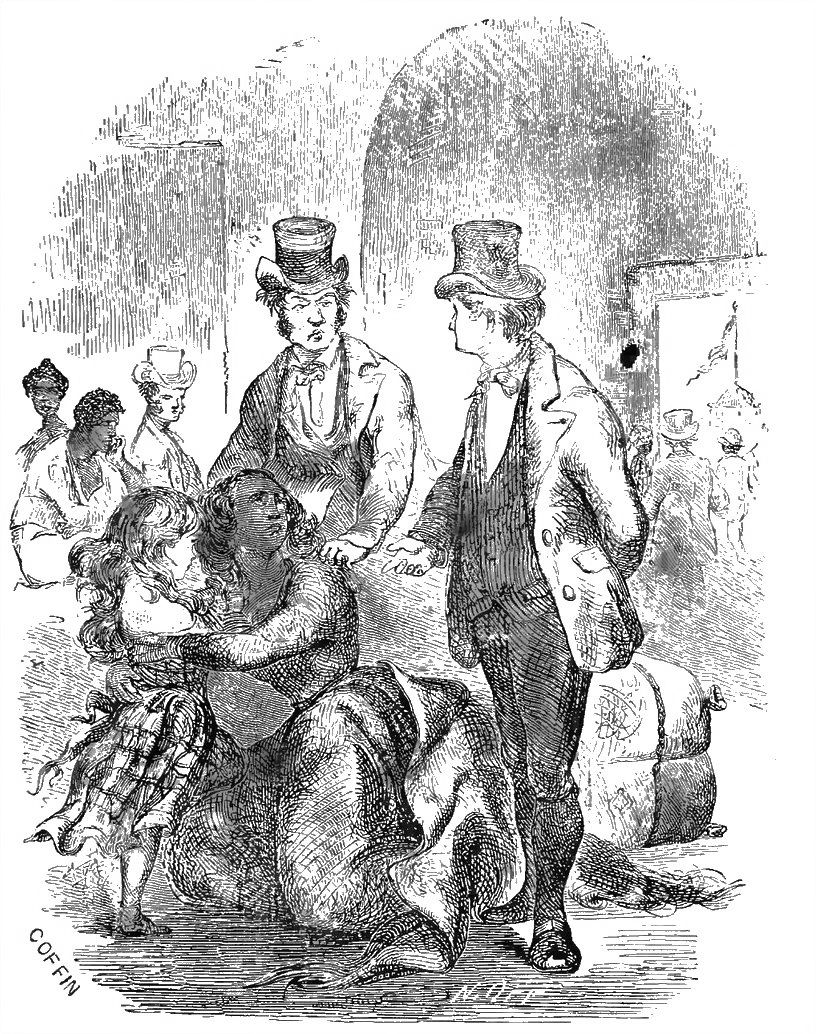
Page 101
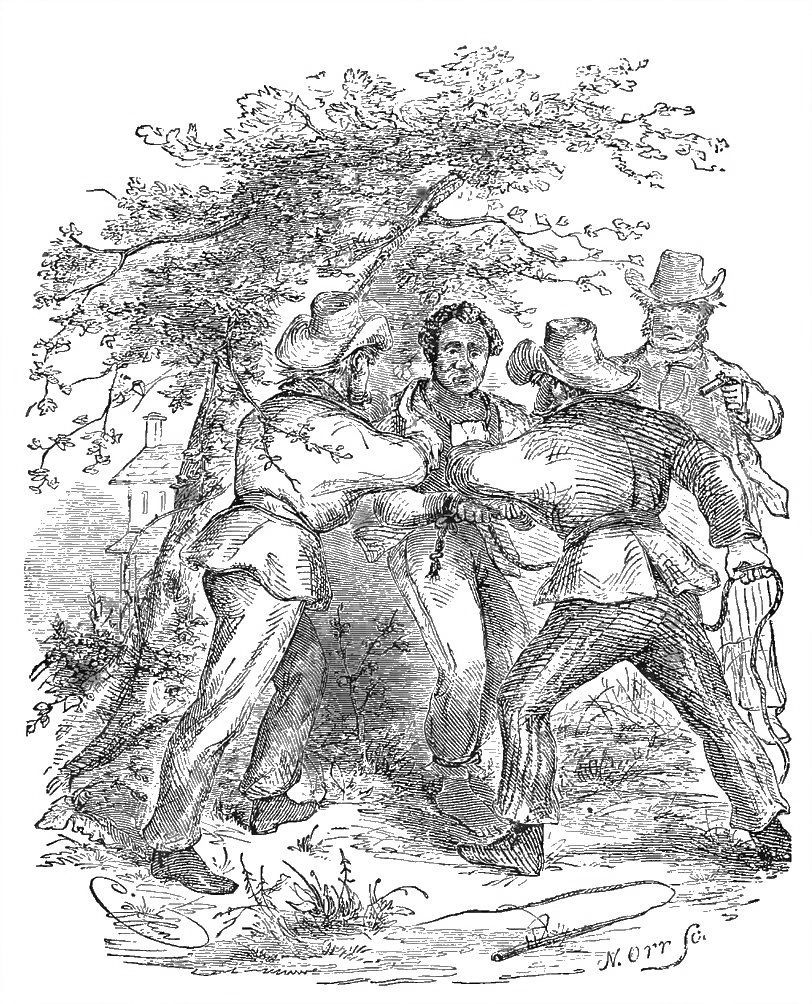
Page 130
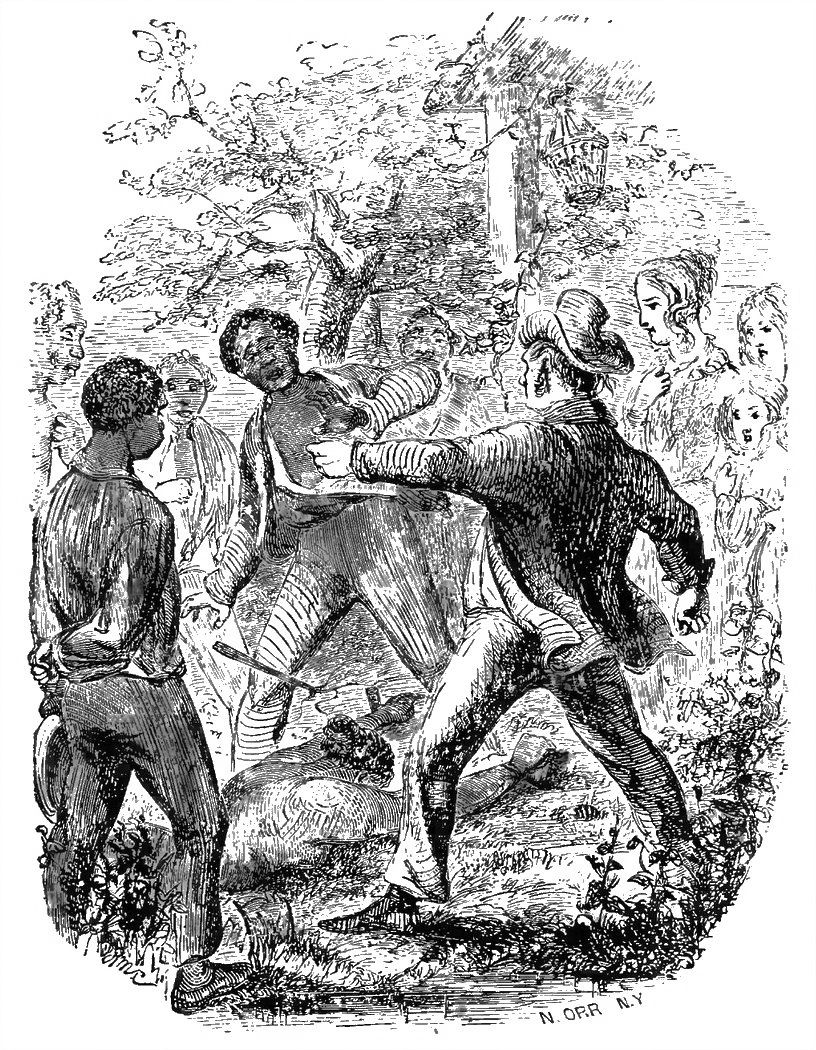
Page 273
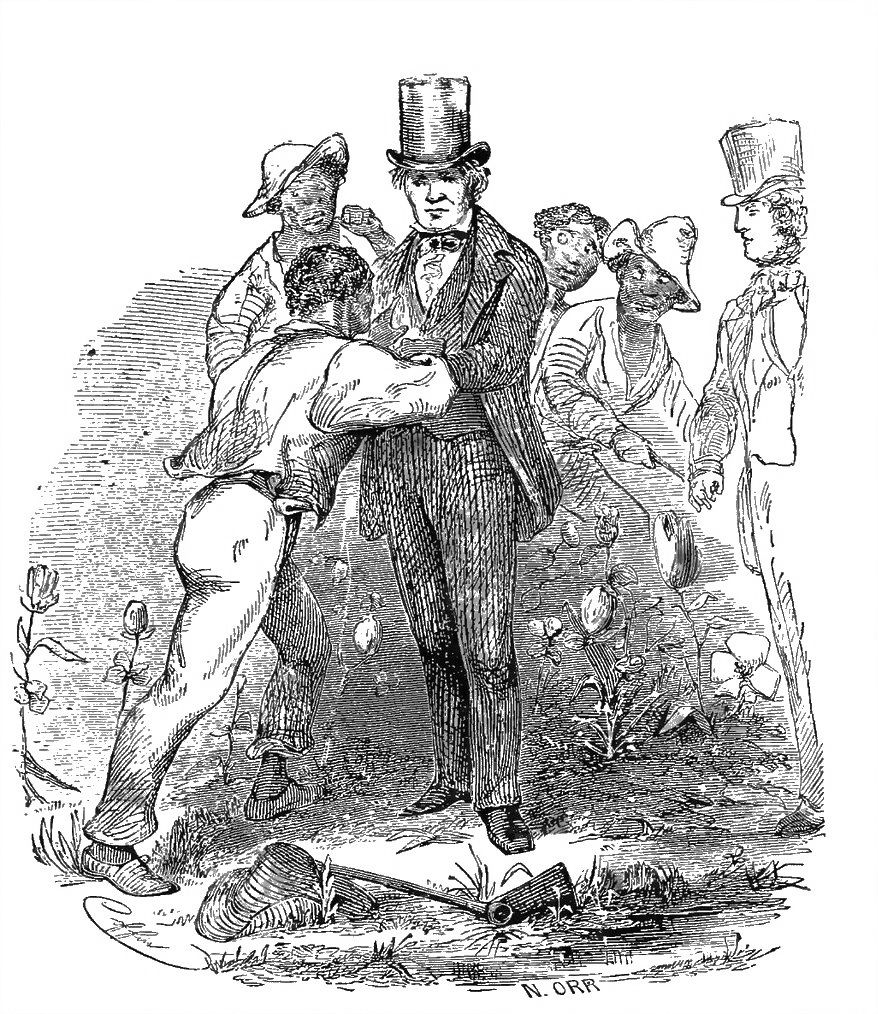
Page 323
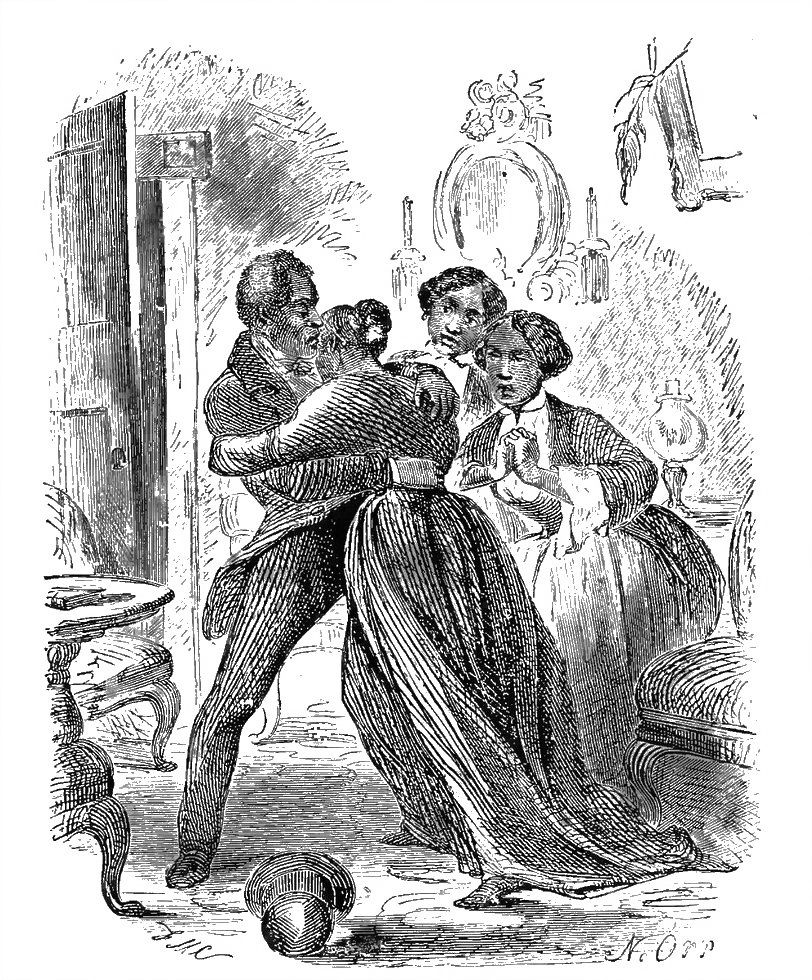
Page 341

## Adaptations
Ce livre a connu deux adaptations à l'écran. En 1984, Gordon Parks a réalisé pour la télévision Solomon Northup's Odyssey (en), un épisode de la série d'anthologie American Playhouse (en), sur un scénario de Lou Potter et Samm-Art Williams (en).
Le réalisateur britannique Steve McQueen a ensuite réalisé Twelve Years a Slave, sur un scénario de John Ridley. Sorti en 2013, ce film a connu un grand succès critique et public, et obtenu de nombreuses récompenses, dont l'Oscar du meilleur film en 2014.

### Note
1. ↑  Le père de Solomon était esclave, son maître ayant demandé sa libération dans son testament, il devient libre après la mort de ce dernier.